# Кудрявцева, Марина Григорьевна
Марина Григорьевна Кудрявцева (в девичестве Титова, родилась 1 июня 1952 года в Москве, СССР) — советская фигуристка, тренер.

## Биография
Марина Титова представляла клуб «Спартак» (Московской области). Тренировалась у В. Н. Кудрявцева. В марте 1968 она выиграла юношеское первенство СССР в Куйбышеве. Первые успехи пришли в декабре 1970 когда она неожиданно выиграла турнир «Московские коньки», а затем, в январе 1971 в Риге стала чемпионкой СССР за счет большого преимущества в обязательных фигурах. Однако на единственном своем чемпионате Европы Титова выступила неудачно, заняв 12-е место, уступив в том числе и Елене Александровой, которая на чемпионате СССР 1971 была второй, ввиду чего на чемпионат мира 1971 руководство предпочло послать Александрову. Несмотря на новые победы в сезоне 1971/72 на турнире «Московские коньки», на международные соревнования в 1972 отправилась Марина Саная. Однако 11 апреля 1972 Титова вновь выиграла чемпионат СССР в Минске. Затем завершила выступления.
Титова пыталась исполнять тройной прыжок.
Затем Титова вышла замуж за своего тренера В. Н. Кудрявцева (у пары родился сын — Антон), воспитала ряд известных фигуристов, среди которых Игорь Пашкевич, Виктория Волчкова, Юлия Солдатова, Юлия Лаутова, Елена Соколова, Александр Успенский, Иван Бариев и др.

## Спортивные достижения
| Соревнование/Год  | 1970 | 1971 | 1972 | 1973 |
| Чемпионаты Европы |      | 12   |      |      |
| Чемпионаты СССР   | 6    | 1    | 1    | 4    |